# Echium petiolatum
Echium petiolatum är en strävbladig växtart som beskrevs av Jean François Gustave Barratte och Coincy. Echium petiolatum ingår i släktet snokörter, och familjen strävbladiga växter. Inga underarter finns listade i Catalogue of Life.